# Abrahám Pečerský
Svatý Abrahám Pečerský († 11. století) byl první igumen Kyjevskopečerské lávry.

## Život
Byl synem knížete Izjaslava Jaroslaviče (Kyjevskopečerském paterikonu se uvádí že byl synem knížete Jana Vyšatiče a jeho ženy Marie).
Rozhodl se pro mnišský život a usadil se v jeskyních spolu se svatým Antonínem a Teodosiem. Poté co se mnišská komunita rozrostla, Antonín jej ustanovil igumenem. Později ho kníže Izjaslav jmenoval igumenem monastýru svatého Demetria.
Roku 1064 založil ženský monastýr známý jako Korecký monastýr. Pravděpodobně se jedná o první ženský monastýr na Kyjevské Rusi.
Během svého života hodně cestoval na svatá místa, jako např. do Jeruzaléma.
Krátce před svou smrtí navštívil Konstantinopol. Zemřel na zpáteční cestě ve Volodymyru-Volyňském. Tělo bylo podle jeho přání přeneseno do lávry. V současné době se jeho hrob nachází v chrámu svatého Abraháma v Kyjevskopečerské lávře.

## Úcta
Je uctíván jako světec v pravoslavné církvi. Jeho svátek se připomíná 19. listopadu (2. prosince; podle gregoriánského kalendáře).